# Friedhofskapelle Pinkafeld

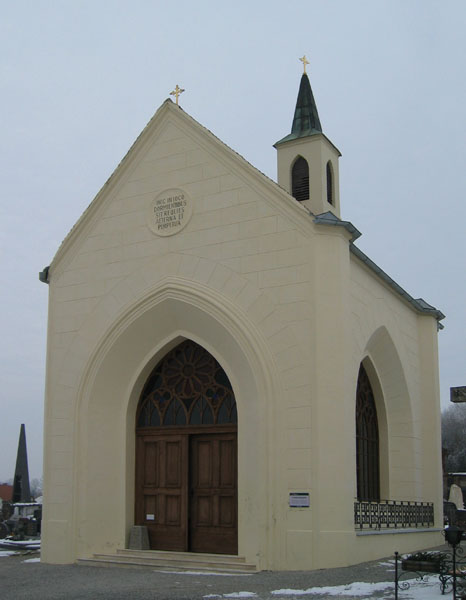
Friedhofskapelle Pinkafeld

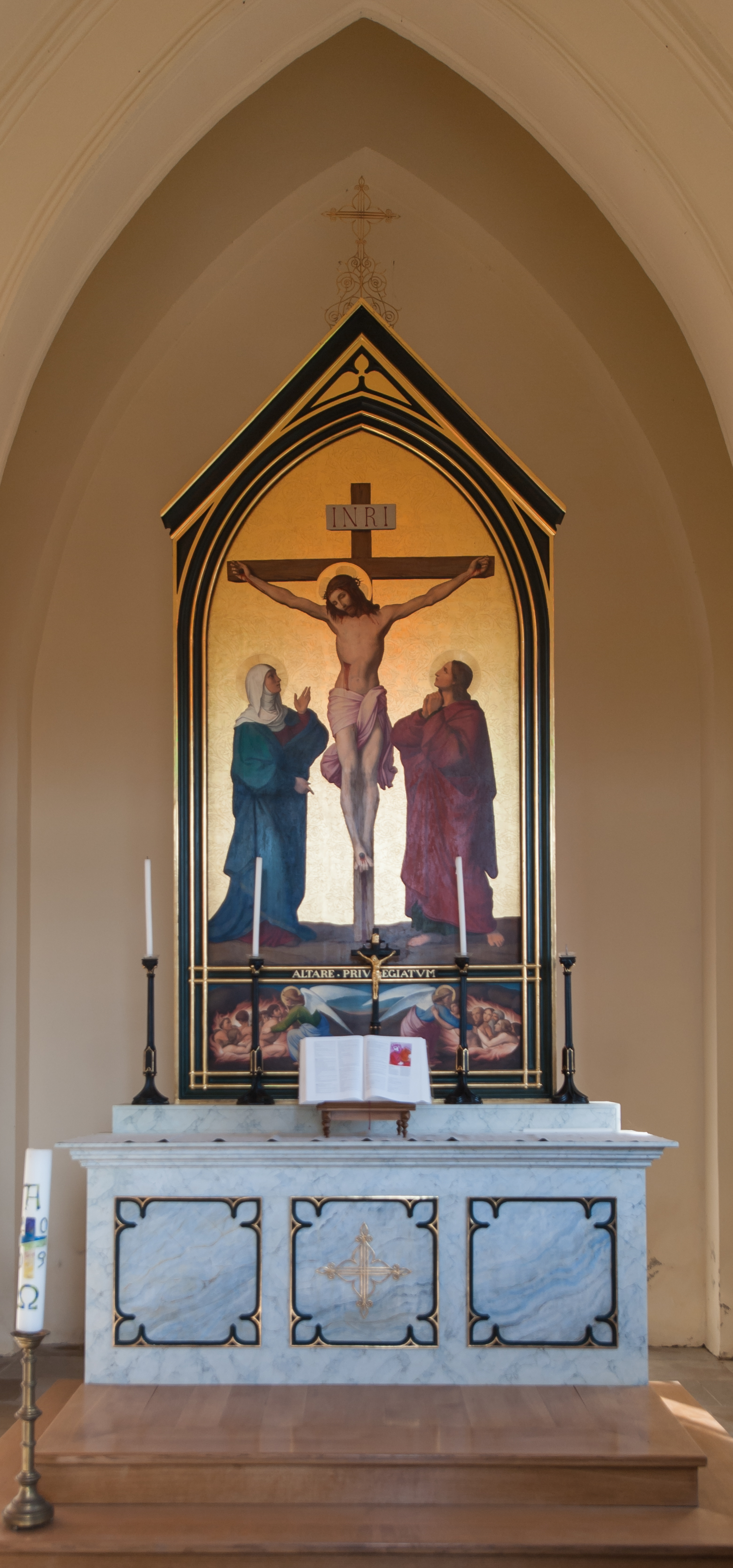
Altar

Die Pinkafelder Friedhofskapelle liegt inmitten des Friedhofs von Pinkafeld im Burgenland, der 1779 neu errichtet wurde, nachdem man den alten Friedhof bei der katholischen Pfarrkirche aufgelassen hatte. Gestiftet wurde sie von Nikolaus Graf Batthyány und seiner Frau Franziska.
Die denkmalgeschützte Kapelle ist ein frühes Werk des Wiener Architekten Carl Roesner und gilt als kunsthistorisch bemerkenswertes Bauwerk des romantischen Historismus. Sie ist ein einfacher neugotischer Bau über rechteckigem Grundriss. Der Grundstein zum Bau der Kapelle wurde am 27. April 1835 gelegt. Die Einweihung erfolgte noch im selben Jahr am 25. Oktober.
Eduard Jakob von Steinle malte das kunsthistorisch bedeutsame Altarbild und die Predella. Altarbild und Predella zählen zu den Frühwerken Steinles und sind von hoher Qualität. Die Bilder verdeutlichen seine akademische Ausbildung im Kreis der Nazarener. Das Altarbild zeigt die Kreuzigung Christi, der Hintergrund ist vergoldet. Die Predella stellt die Erlösung der armen Seelen aus dem Fegefeuer dar. Eduard Steinle war Mitglied des Romantiker-Kreises um die Gräfin Batthyány im Pinkafelder Schloss.
Zu Allerseelen und an den Faschingstagen wurden früher Gottesdienste in der Kapelle abgehalten. Außerdem diente die Friedhofskapelle vor dem Bau der Aufbahrungshalle zur Aufbahrung der Verstorbenen. 